# NGC 4828
NGC 4828 (другие обозначения — MCG 5-31-17, ZWG 160.29, NPM1G +28.0249, DRCG 27-163, PGC 44176) — линзообразная галактика (S0) в созвездии Волосы Вероники.
Этот объект входит в число перечисленных в оригинальной редакции «Нового общего каталога».